# لازرو
لازرو بلدة وبلدية تابعة لدائرة سريانة في ولاية باتنة بالجزائر.